# Michael Jovy (Politiker)

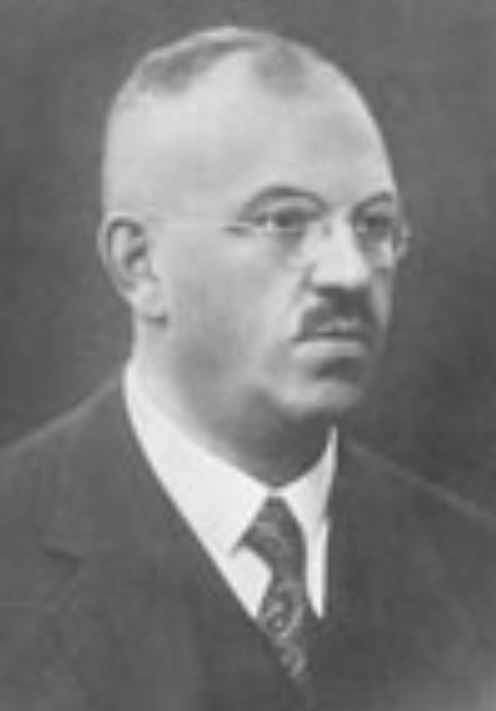
Oberbürgermeister Michael Jovy

Michael Jovy (Geburtsurkunde: Michel) (* 6. März 1882 in Dahnen; † 30. Dezember 1931 in Gladbeck) war ein deutscher parteiloser Lokalpolitiker und erster Oberbürgermeister von Gladbeck.

## Ausbildung und erste Anstellungen
Als Sohn eines Lehrers geboren, besuchte Michael Jovy die Elementarschule in Dahnen sowie Gymnasien in Prüm und Bonn. Nach dem Abitur absolvierte er das Studium der Rechtswissenschaften an der Universität Bonn. Während seines Studiums wurde er 1903 Mitglied der Burschenschaft Normannia Bonn.
Er wurde am 3. August 1906 zum Gerichtsreferendar beim Oberlandesgericht Köln bestellt. Vom 1. Oktober 1907 bis 1908 leistete Jovy als Einjährig-Freiwilliger seinen Wehrdienst beim 9. Rheinischen Infanterie-Regiment Nr. 160 in Bonn, in dem er im Rang eines Oberleutnants der Reserve verabschiedet wurde. Im Jahr 1911 wurde er an der Universität Bonn mit einer Arbeit über Den Begriff der „Bestellung“ im § 831 des Bürgerlichen Gesetzbuches magna cum laude zum Dr. iur. promoviert. Am 11. Januar 1912 trat Jovy eine Anstellung als Gerichtsassessor bei der Stadtverwaltung Recklinghausen mit dem Ziel der Einarbeitung in den Kommunaldienst an, und am 15. Juni 1914 wurde er zum Beigeordneten bei der Amtsverwaltung Recklinghausen berufen. Von August 1914 bis Ende Dezember 1917 war Jovy zum Kriegsdienst einberufen.

## Weiteres Wirken
Mit dem 1. Januar 1918 übernahm Michael Jovy als Nachfolger von Heinrich Korte kommissarisch die Dienstgeschäfte des Amtmanns der Landgemeinde Gladbeck und wurde am 5. September 1918 vom Oberpräsidenten der Provinz Westfalen, Karl Prinz von Ratibor und Corvey, „definitiv“ im Amt bestätigt. Zwar hatte sich die Gladbecker Gemeindeverordnetenversammlung für einen anderen Kandidaten ausgesprochen, doch drang sie mit ihrem Wunsch beim Oberpräsidenten nicht durch. Die ersten anderthalb Jahre in Jovys neuer Stellung waren geprägt vom Ende des Ersten Weltkrieges, von Novemberrevolution und Spartakusaufstand, insbesondere jedoch von der Herausforderung, die ersten demokratischen Wahlen zu organisieren. Im Gegensatz zur Reichshauptstadt Berlin aber wurde die Veränderung in Gladbeck nicht allein von der politischen Linken getragen, sondern basierte über Jahre hinweg auf einem breiten gesellschaftlichen Konsens. Dies war vor allem Verdienst des ehemaligen kaiserlichen Amtmannes Jovy, der sich nun vorbehaltlos in den Dienst der Demokratie stellte und in Gladbeck nach den Wahlen zu den verfassungsgebenden Versammlungen für das Reich und für Preußen im Januar bereits am 2. März 1919 – keine vier Monate nach der Novemberrevolution – die ersten demokratischen Kommunalwahlen durchführte. Dabei wurden fünf Parteien in das Gemeindeparlament gewählt: MSPD (22 Mandate), Zentrum (16), Polenpartei (6), DNVP (2) sowie DDP (2).
Nachdem der bisherigen Landgemeinde Gladbeck am 21. Juli 1919 vom preußischen Innenminister Wolfgang Heine die Stadtrechte verliehen worden waren, wurde Michael Jovy am 25. August 1919 von der nunmehrigen Stadtverordnetenversammlung einstimmig auf die Dauer von zwölf Jahren zum „Ersten Bürgermeister“ gewählt und am 14. Januar 1920 vom preußischen Innenministerium als solcher bestätigt. Die offizielle Amtseinführung erfolgte am 6. Februar 1920. Durch Erlass des preußischen Innenministeriums vom 4. August 1921 durfte Jovy fortan den Titel „Oberbürgermeister“ führen.
In die Amtszeit von Michael Jovy fielen der dringend notwendige Auf- und Ausbau der gesamten städtischen Infrastruktur, denn das in den späten 1870er Jahren mit der beginnenden Industrialisierung Gladbecks einsetzende Bevölkerungswachstum hielt nahezu unvermindert an. Die Einwohnerzahl hatte sich von gut 3.000 auf über 53.000 im Jahr 1919 vervielfacht. Die Entwicklung des Straßen- und Straßenbahnnetzes, der Aufbau von Gesundheits- und Bildungseinrichtungen sowie die Entwicklung eines Gesamtbebauungsplanes lagen Jovy besonders am Herzen. Die bisherige – vielfach ungeordnet verlaufenen – Wohnbebauung sollte in geordnete Bahnen gelenkt werden und ihr durch zahlreiche Grünanlagen auch ein Wohn- und Lebenswert gegeben werden. Vor allem die Errichtung der Freizeitstätte Wittringen mit dem Neuaufbau des Wasserschlosses Wittringen ist seiner Initiative zu verdanken.
In dieser Zeit hatte Jovy jedoch auch mit ernsthaften Herausforderungen zu kämpfen. Zweimal musste er die Stadt verlassen: Ende März 1920, als während des so genannten Ruhraufstandes auswärtige Banden für zwei Wochen das Rathaus besetzt hielten, die nicht einmal neun Monaten zuvor mit der Weimarer Reichsverfassung festgelegte demokratisch-freiheitliche Grundordnung außer Kraft setzten und die gewählten Gremien ihrer Funktion beraubten. Ein zweites Mal 1923, als er während der Ruhrbesetzung am 27. Februar von den belgischen Besatzungstruppen verhaftet und für rund zehn Monate aus dem besetzten Gebiet ausgewiesen wurde. Im weiteren Verlauf der 1920er Jahre wurde Jovy die Amtsausübung durch die zunehmende politische Zersplitterung in der Stadtverordnetenversammlung immer schwieriger. Schon bei der zweiten Kommunalwahl am 4. Mai 1924 warben statt der fünf Parteien im Jahr 1919 insgesamt neun Parteien und Wahlbündnisse um die Stimmen der Wahlberechtigten, von denen dann sieben in das Stadtparlament einzogen.
Michael Jovy erlag am Silvestertag des Jahres 1931 im Alter von 49 Jahren einem Krebsleiden und wurde im Familiengrab der Familie Leisen auf dem Kölner Melaten-Friedhof beigesetzt. Er hinterließ seine Ehefrau Eleonore (geb. Leisen) und fünf Kinder, darunter seinen Sohn Michael, der als Widerstandskämpfer gegen den Nationalsozialismus 1982 von der jüdischen Gedenkstätte Yad Vashem als Gerechter unter den Völkern geehrt wurde.

## Ehrungen
- In Gladbeck war der „Jovyplatz“ nach dem ersten Oberbürgermeister der Stadt benannt worden, wurde jedoch nach der Machtergreifung durch die Nationalsozialisten bereits am 24. März 1933 in „Horst-Wessel-Platz“ umbenannt. Seit dem 3. Mai 1945 trägt er wieder den ursprünglichen Namen.
- Der ehemalige Dienstsitz des Gladbecker Oberbürgermeisters (errichtet 1927/28) und heutige Sitz der Volkshochschule wird gemeinhin als „Jovy-Villa“ bezeichnet.

## Schriften (Auswahl)
- Der Begriff der „Bestellung“ im § 831 des Bürgerlichen Gesetzbuches, Heymann, Berlin 1911.
- als Herausgeber: Festschrift zur Erinnerung an die Erhebung Gladbecks zu einem selbständigen Amte am 1. April 1885, bearb. von Ludwig Bette, Alfons Theben, Gladbeck 1925.